# 2012학년도 대학수학능력시험
2012학년도 대학수학능력시험(2012 學年度 大學修學能力試驗, 2011년 수능)은 2011년 11월 10일에 시행한 대학수학능력시험이다. 2007 개정 교육과정으로 시행된 첫 번째 시험이며, 성적은 2011년 11월 30일에 통지했다. 입시업체에 따르면 수능 전 영역 만점자는 총 30명으로 집계되었다.

## 기출문제
| 과목                | 문제 및 정답 | 문제 및 정답 | 비고 |
| ------------------- | ------------ | ------------ | ---- |
| 언어 영역           | ■            | ■            |      |
| 수리 영역           | 가형         | 나형         |      |
| 외국어 영역         | ■            | ■            |      |
| 사회탐구 영역       | ■            | ■            |      |
| 과학탐구 영역       | ■            | ■            |      |
| 직업탐구 영역       | ■            | ■            |      |
| 제2외국어/한문 영역 | ■            | ■            |      |

## 같이 보기
- 대학수학능력시험
  - 연도별 대학수학능력시험